# Baojun 610

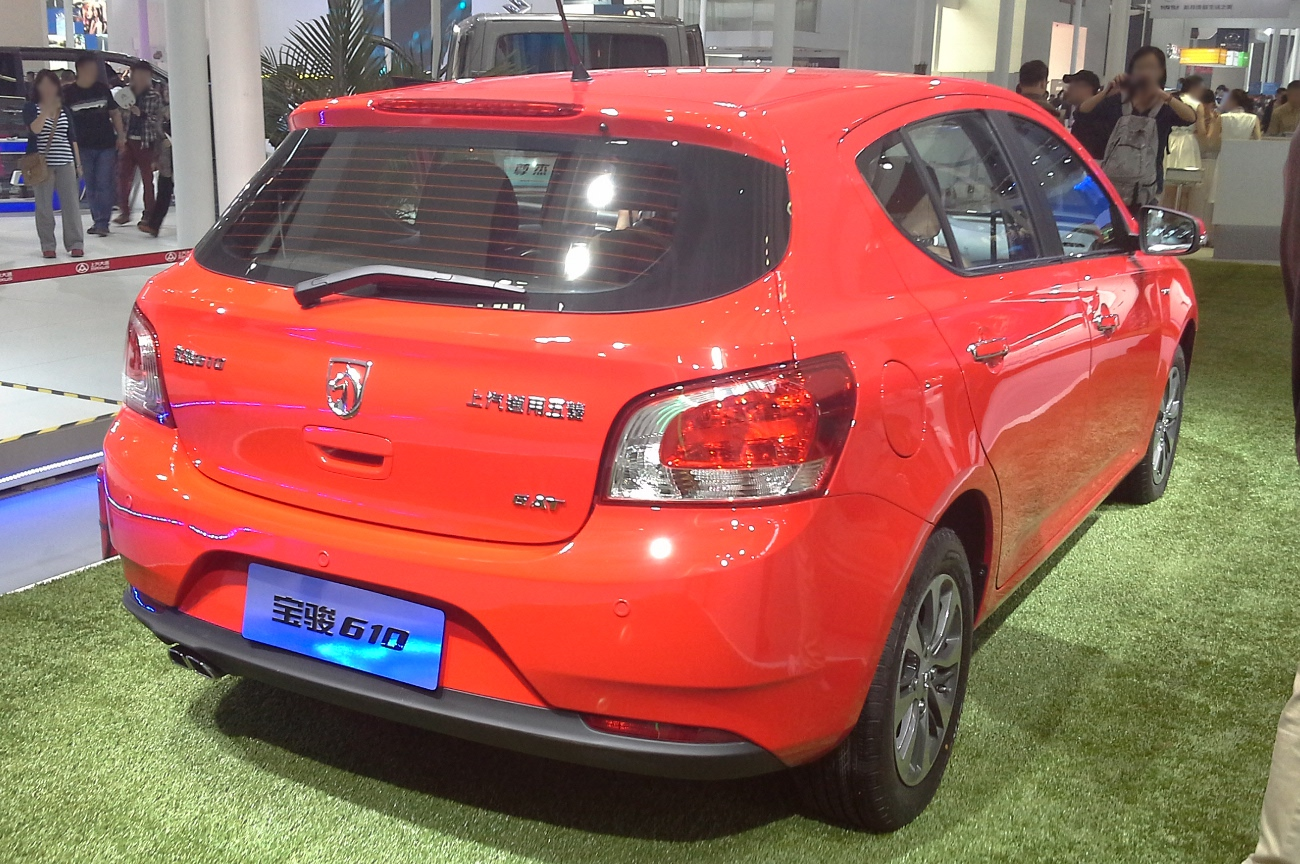
Heckansicht

Der Baojun 610 ist ein Pkw-Modell der Kompaktklasse, das gemeinsam von General Motors und dem chinesischen Konzern SAIC entwickelt wurde und zwischen 2014 und 2019 unter der Marke Baojun vertrieben wurde.

## Geschichte
Das Fahrzeug wurde auf der Beijing Motor Show 2014 der Öffentlichkeit präsentiert und wurde ab April 2014 in Liuzhou in China gebaut. Die Stufenheck-Variante des 610 ist der ab 2011 gebaute Baojun 630.

## Antrieb
Einzig erhältlicher Motor war ein 1,5-Liter-Ottomotor, der seine Leistung, die maximal 82 kW beträgt, entweder über das serienmäßige Fünfgang-Schaltgetriebe oder das optionale Sechsgang-Automatikgetriebe an die Vorderräder überträgt.

## Technische Daten
|                                            | 1.5                        |
| ------------------------------------------ | -------------------------- |
| Bauzeitraum                                | 04/2014–04/2019            |
| Motorkenndaten                             |                            |
| Motorart                                   | Ottomotor                  |
| Motorbauart                                | Reihen-Vierzylindermotor   |
| Motoraufladung                             | —                          |
| Gemischaufbereitung                        | Saugrohreinspritzung       |
| Anzahl Ventile pro Zylinder                | 4                          |
| Ventilsteuerung                            | DOHC                       |
| Hubraum                                    | 1485 cm³                   |
| max. Leistung bei min−1                    | 82 kW (112 PS) / 5800      |
| max. Drehmoment bei min−1                  | 146 Nm / 3600–4000         |
| Kraftübertragung                           |                            |
| Antrieb, serienmäßig                       | Vorderradantrieb           |
| Getriebe, serienmäßig                      | 5-Gang-Schaltgetriebe      |
| Getriebe, optional                         | [6-Gang-Automatikgetriebe] |
| Messwerte                                  |                            |
| Höchstgeschwindigkeit                      | 182 km/h [180 km/h]        |
| Beschleunigung, 0–100 km/h                 | 12,5 s [13,2 s]            |
| Kraftstoffverbrauch auf 100 km, kombiniert | 6,3 l Super [7,3 l Super]  |
| Tankinhalt                                 | 54 l                       |